# 액센츄어

액센츄어가 운영 중인 국가 (2016년 기준)

액센츄어(Accenture PLC)는 전략, 컨설팅, 디지털, 테크놀로지 및 운영 서비스를 제공하는 글로벌 경영 컨설팅 및 전문 서비스 회사이다.

## 개요
액센츄어는 세계 최대의 경영 전략 컨설팅 펌이다. 미국 상장사이고, 아일랜드 더블린에 본사가 있는 영미권 탑티어 액센츄어의 전세계 매출은 2023년 기준 약 81조원 이상에 육박한다. 다양한 분야 및 산업에 대해 전략, 운영, IT 등 모든 컨설팅을 제공하고 있다. 또한 IBM에 이어 시스템의 설계, 개발, 운영 등을 다루는 IT 서비스 기업이기도 하다.
포춘 글로벌 500에 선정 된 다국적 기업이며 고객에는 포춘 글로벌 100개 기업 중 95개 기업, 포춘 글로벌 500개 기업 중 3/4 이상을 포함하고 있다.
직원수는 전세계적으로 약 43만명 (2017년 기준). 거점수는 세계 56개국 200개 도시. 시카고와 쿠알라룸푸르에 Education Centre를 두고 직원 교육을 세계 합동으로 실시하고 있다. 미국 기업이었지만, 버뮤다에 등기상의 본사를 옮긴 뒤 2009년 9월에 아일랜드의 더블린으로 본사를 옮겼다. 아일랜드의 안정적인 법적·경제적·정치적 환경과 영미·EU와의 깊은 관계를 이유로 하고 있지만 실제로는 법률 및 세무상의 이유이며, 사실상 본사 업무는 종전의 시카고 및 뉴욕의 양대 거점으로 이루어지고 있다.
사내조직은 매트릭스 형태로 산업 그룹과 서비스 라인(기술)이 각각 하나씩 소속하여 겹친 부분이 개인(컨설턴트)의 전문 분야이다. 산업 그룹은 공공 서비스·의료 산업, 제조·유통업, 통신·하이테크 산업, 소재 에너지 산업, 금융 서비스업등 5개이다. 서비스 라인은 전략, TOP, SCM, CRM, FPM등 다양하다. 사회상황에 따라 구분은 변화하고 있다.
세계적인 시스템 통합 기업의 아웃소싱화의 흐름에 앞서 최근에는 아웃소싱에 주력하고 있다.
기업의 이념은 "High performance. Delivered"이며, 클라이언트가 고성능 기업으로 더 강해지기 위해 도움을 준다는 뜻이다.